# Cooper's Hill Cheese-Rolling and Wake

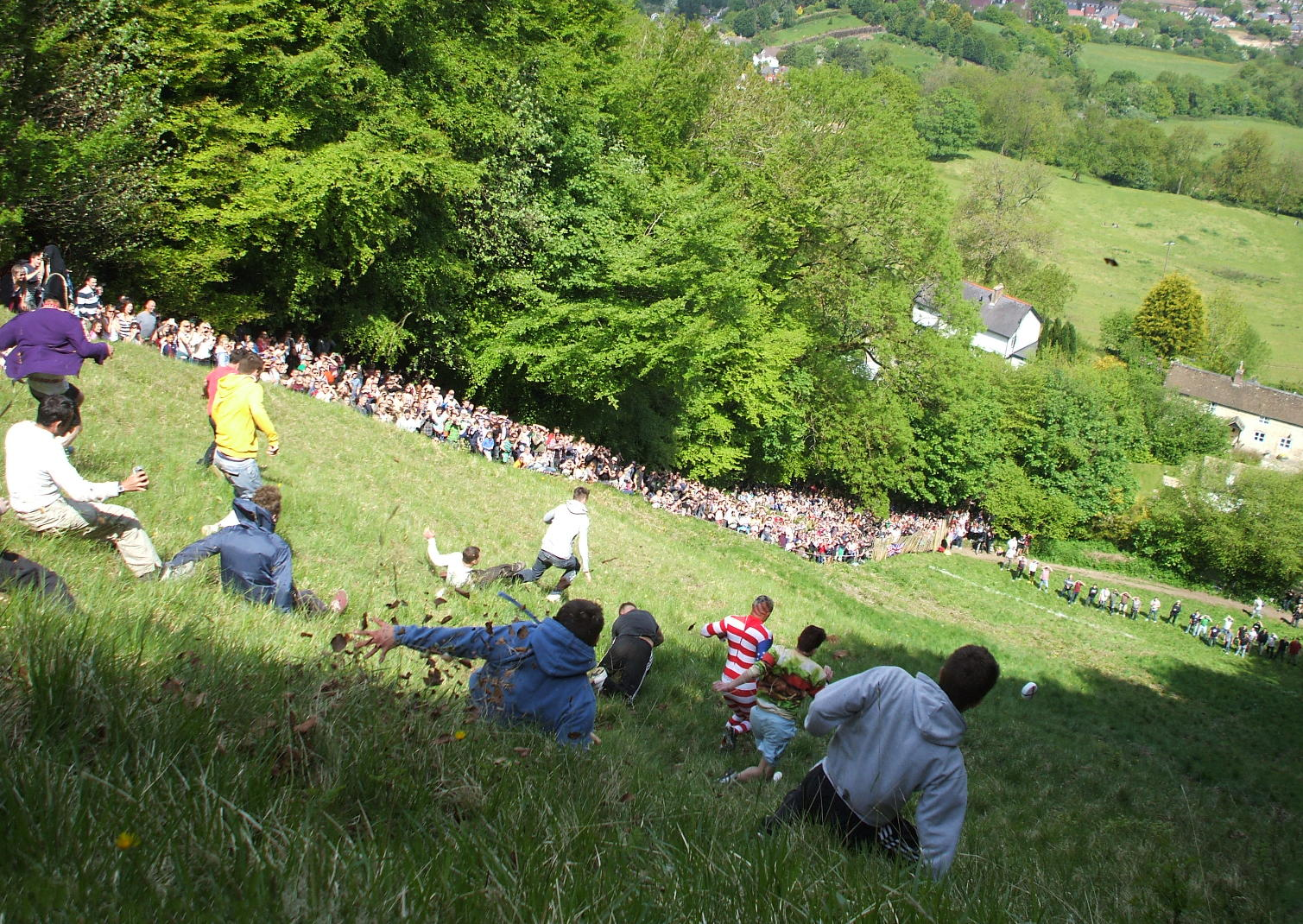
Participants dévalant la colline.

La Cooper's Hill Cheese-Rolling and Wake est un événement annuel qui se déroule en mai sur la colline Cooper's Hill à Brockworth près de Cheltenham et de Gloucester (Angleterre).

## Une Compétition
Chaque année une compétition est organisée : les compétiteurs dévalent la colline de Cooper et descendent 100 m dans le but de rattraper un fromage à la course.

### Le déroulement
Les participants descendent la colline en courant derrière un fromage (le Double Gloucester, de sept livres) : la première personne à franchir la ligne d'arrivée remporte le fromage. En théorie, le gagnant est censé avoir attrapé le fromage. Mais celui-ci est lancé avant les concurrents et peut atteindre la vitesse de 100 km/h. Donc, les règles du jeu ont été un peu changées pour permettre de remporter le fameux fromage.

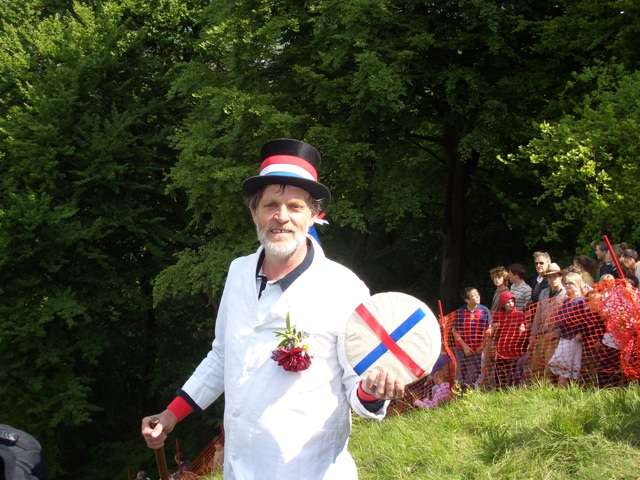
Le maître de cérémonie.

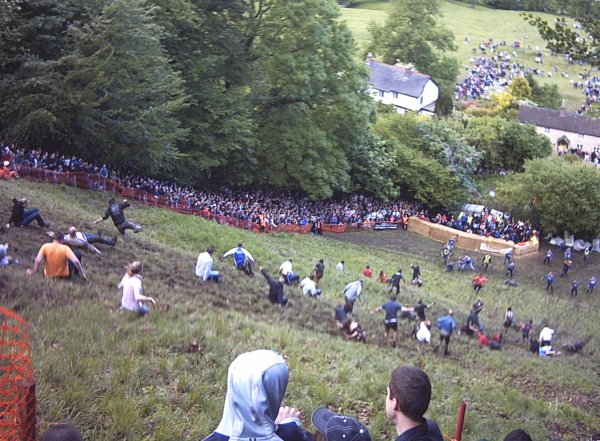
Une des courses du 27 mai 2013.

## Histoire
Il est difficile d'obtenir des informations précises au sujet de l'origine de cet événement, mais la tradition existe depuis au moins 200 ans. La course pourrait dater de l'époque romaine ou pourrait également être un rite de guérison païen[réf. nécessaire], entre autres théories.
En 1997 un spectateur fut blessé par le fromage, mais ce genre de problème arrive rarement. En revanche, à cause du mauvais état du terrain, un nombre important de participants se blessent chaque année. Les blessures allant de la cheville foulée aux os brisés, un service de premiers soins est assuré par des ambulances au bas de la colline. Des volontaires sont chargés d'y emmener les blessés qui n'arriveraient pas en bas par leurs propres moyens. La course est parfois présentée ainsi : « Vingt jeunes poursuivent sur 100 m un fromage en dégringolant d'une colline, jusqu'en bas où ils sont ramassés par des infirmiers et emmenés à l'hôpital. »[réf. nécessaire]
En 2005, la dernière course avait dû être retardée, le temps que les ambulances reviennent de l'hôpital : elles avaient toutes été réquisitionnées par les blessés de la course précédente. Néanmoins l'événement reste très populaire.
L'édition 2008 a donné lieu à cinq courses, dont la Course des Dames et s'est déroulée dans une ambiance particulièrement humide et boueuse.